# Jørgen Juve
Jørgen Juve (n. 22 noiembrie 1906, Porsgrunn, Telemark, Norvegia – d. 12 aprilie 1983, Oslo, Norvegia) a fost un jucător de fotbal norvegian, jurist, jurnalist și scriitor de non-ficțiune. A jucat ca atacant pentru Lyn, precum și pentru echipa națională a Norvegiei. El este golgheterul Norvegiei, cu 33 de goluri în doar 45 de jocuri. El a fost căpitanul echipei norvegiene care a câștigat medalii olimpice de bronz la Jocurile Olimpice de vară din 1936. De asemenea, a avut o carieră de jurnalist pentru Dagbladet și Tidens Tegn și a scris mai multe cărți.